# Bruce Gordon (attore sudafricano)
Bruce Gordon (Johannesburg, ... – ...; fl. XX secolo) è stato un attore e regista sudafricano che ha operato nel cinema britannico e statunitense dell'era del muto, comparendo in 75 film tra il 1918 e il 1946.

## Filmografia

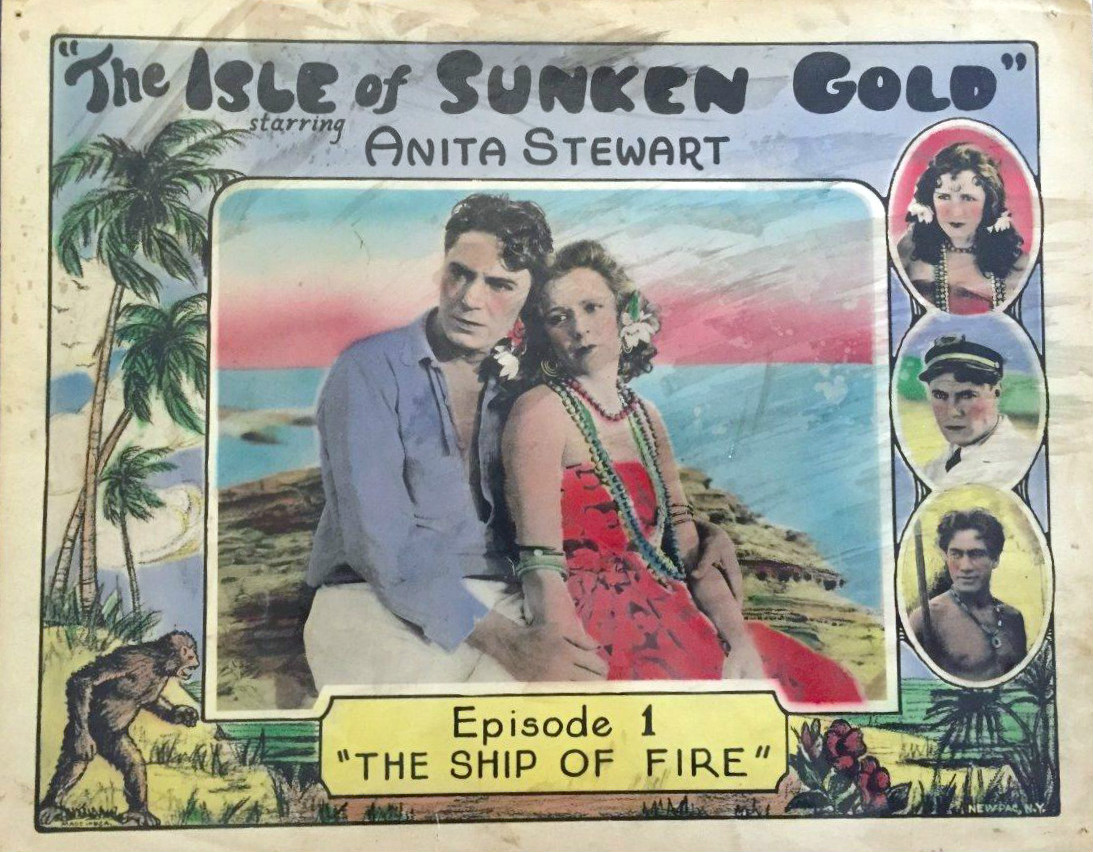
Locandina per la serie di film Isle of Sunken Gold (1927) con Bruce Gordon, Anita Stewart e Duke Kahanamoku. Il film è considerato perduto.

### Regista
- The First Men in the Moon (1919)
- Hobgoblins (1921)

### Attore

#### 1918
- Democracy, regia di Sidney Morgan

#### 1919
- After Many Days, regia di Sidney Morgan
- All Men Are Liars, regia di Sidney Morgan
- The First Men in the Moon, regia di Bruce Gordon e di J.L.V. Leigh
- A Little Child Shall Lead Them, regia di Bertram Phillips

#### 1920
- Fate's Plaything, regia di  Maurits Binger e di  B.E. Doxat-Pratt
- The House of the Tolling Bell, regia di J. Stuart Blackton
- The Forbidden Valley, regia di J. Stuart Blackton

#### 1921
- The Burglars Bold, regia di  Nicholas T. Barrows
- Pinning It On, regia di  Nicholas T. Barrows
- Oh, Promise Me, regia di  Nicholas T. Barrows
- Prince Pistachio, regia di  Nicholas T. Barrows
- Paint and Powder, regia di  Nicholas T. Barrows
- Hurry West, regia di  Nicholas T. Barrows
- A Private Scandal, regia di  Chester M. Franklin
- Bring Him In, regia di Robert Ensminger e di Earle Williams

#### 1922
- The Timber Queen, regia di Fred Jackman
- The Love Gambler, regia di Joseph Franz

#### 1923
- Ruth of the Range, regia di Ernest C. Warde, di Frank Leon Smith e di W. S. Van Dyke
- Let's Go, regia di William K. Howard
- Kentucky Days, regia di David Selman

#### 1924
- Judgment of the Storm, regia di Del Andrews
- The Fortieth Door, regia di George B. Seitz
- Western Luck, regia di George Beranger
- Maud Muller, regia di Renaud Hoffman
- The Fatal Mistake, regia di Scott R. Dunlap
- The Courageous Coward, regia di Paul Hurst
- Tainted Money, regia di Henry MacRae
- Robes of Sin, regia di Russell Allen

#### 1925
- Midnight Molly, regia di Lloyd Ingraham
- Sky's the Limit, regia di  Harry L. Fraser e di I. W. Irving
- Smooth as Satin, regia di Ralph Ince
- Brand of Cowardice, regia di John P. McCarthy
- Don X, regia di Forrest Sheldon
- Three Wise Crooks, regia di F. Harmon Weight
- Webs of Steel, regia di J.P. McGowan
- Stirpe eroica (The Vanishing American), regia di George B. Seitz
- No Man's Law, regia di Del Andrews
- The Danger Zone, regia di Robert N. Bradbury
- Stampedin' Trouble, regia di Forrest Sheldon

#### 1935
- The Mystery of the Mary Celeste, regia di Denison Clift

#### 1937
- Song of the Forge, regia di Henry Edwards
- La danza degli elefanti, regia di Robert J. Flaherty e di Zoltán Korda

#### 1946
- Night Boat to Dublin, regia di Lawrence Huntington